# Muralla de Castell d'Empordà
La muralla de Castell d'Empordà és una obra de Castell d'Empordà, al terme municipal de la Bisbal d'Empordà, declarada Bé Cultural d'Interès Nacional.

## Descripció
Restes d'un portal de muralla i de l'antic recinte fortificat situat a l'extrem de tramuntana del nucli de Castell d'Empordà. És un portal d'arc de mig punt amb dovelles regulars de pedra, conservat només en la seva part exterior.

## Història
Es tracta de l'únic element conservat de l'antiga fortificació medieval, bastida juntament amb el castell a finals del segle xii pel comte Ponç V, per a la defensa del sector de migdia del comtat d'Empúries.